# Bartolomej (zagrebački biskup)
Bartolomej, drugi zagrebački biskup, nasljednik Duha.

## Životopis
Gorički arhiđakon Ivan spominje Bartolomeja na popisu zagrebačkih biskupa, ali bez ikakvih pismenih dokaza o njemu:
Prema pretpostavkama Bartolomej je za biskupa postavljen godine 1095. godine, kada je umro kralj Ladislav. Uzimajući mišljenje arhiđakona Ivana brojni povjesničari ga smatraju drugim zagrebačkim biskupom, ali Baltazar Adam Krčelić i Ivan Krstitelj Tkalčić sumnjaju u njegovo postojanje. 

## Vanjske poveznice
Mrežna mjesta
- Bartolomej (1095.), životopis na stranicama Zagrebačke nadbiskupije

| Titule u Katoličkoj Crkvi | Titule u Katoličkoj Crkvi | Titule u Katoličkoj Crkvi |
| ------------------------- | ------------------------- | ------------------------- |
| prethodnik Duh            | zagrebački biskup 1095.   | nasljednik Sigismund      |